# Малетин, Павел Сергеевич
Павел Сергеевич Малетин (род. 6 ноября 1986, Новосибирск) — российский шахматист, гроссмейстер (2007).

## Биография
Павел Малетин родился и вырос в Новосибирске. Большую роль в его становлении сыграл гроссмейстер Александр Хасин — опытный наставник, вырастивший целое поколение сибирских шахматистов. Быстро пришли первые успехи: Павел стал третьим на чемпионате России до 20 лет 2004 года, вскоре в финале мужского Кубка России (2005) сенсационно дошёл до полуфинала, где уступил лишь будущему победителю Денису Хисматуллину. Вскоре Малетин стал постоянным участником Высших лиг чемпионата страны, в одном из них (Иркутск-2010) получил от организаторов специальный приз в номинации «Открытие турнира».
В 2012 году набрав 11 очков из 13, победил в прошедшем в буддийском монастырский комплексе Иволгинском дацане 10-го юбилейного фестиваля «Сагаалган-2012», являвшегося этапом рапид Гран-При России по быстрым шахматам.
Руководит Сибирской гроссмейстерской школой РШФ. Секундировал Антону Шомоеву в Суперфинале чемпионата России 2013 года.
Автор многочисленных публикаций в журнале «Шахматное обозрение-64» и на сайте РШФ.
Чемпион России по быстрым шахматам (2014).

## Изменения рейтинга
| Графики недоступны из-за технических проблем. См. информацию на Фабрикаторе и на mediawiki.org. |